# Newsweek Champions Cup and the Virginia Slims of Palm Springs 1991
Newsweek Champions Cup and the Virginia Slims of Palm Springs 1991 - тенісні турніри, що проходили на відкритих кортах з твердим покриттям. Належали до ATP Super 9 в рамках Туру ATP 1991 і турнірів 2-ї категорії в рамках Туру WTA 1991. Відбувсь увісімнадцяте і тривав з 2 до 16 березня 1991 року.
У змаганнях серед чоловіків Джим Кур'є став переможцем і в одиночному і в парному розряді, в парі з Хав'єр Санчес. Дотепер це останній випадок серед чоловіків коли за рік на цьому турнірі один і той самий гравець переміг в обох розрядах.

## Переможниці та фіналістки

### Одиночний розряд, чоловіки
Джим Кур'є —  Гі Форже, 4–6, 6–3, 4–6, 6–3, 7–6(7–4)
- Для Кур'є це був 1-й титул за рік і 2-й - за кар'єру.

### Одиночний розряд, жінки
Мартіна Навратілова —  Моніка Селеш 6–2, 7–6(8–6)
- Для Навратілової це був 2-й титул за сезон і 154-й — за кар'єру.

### Парний розряд, чоловіки
Джим Кур'є /  Хав'єр Санчес —  Гі Форже /  Анрі Леконт 7–6, 3–6, 6–3

### Парний розряд, жінки
Фінал не відбувся через дощ.